# Quartier VIP
Pour plus de détails, voir Fiche technique et Distribution.
Quartier VIP est un film français réalisé par Laurent Firode et sorti en 2005.

## Synopsis
Gardien à la Santé, Alex mène une petite vie tranquille aux côtés de son épouse Louisette et de son collègue et copain René. Muté au quartier des « VIP », il se voit proposer par l'un des détenus, Bertrand, un homme d'affaires condamné pour fraudes, un étrange marché : Claire, l'épouse de Bertrand, ayant décidé de se séparer d'un mari devenu encombrant tout en profitant de sa fortune, Alex sera chargé de se rapprocher de cette dernière.
Alex devra lui proposer une affaire financière alléchante mais bidon qui permette à Bertrand de récupérer son argent. Désireux de mettre un peu de piment dans sa vie, Alex accepte de jouer le jeu et de se comporter pendant ses soirées en homme d'affaires suisse et discret ! Claire est séduite et même plus : elle tombe amoureuse.
Très vite Bertrand réalise qu'Alex s'intéresse vraiment à sa femme, Claire découvre la supercherie financière et Louisette la trahison conjugale. Mais Bertrand se montre beau joueur, Louisette se console avec René. Claire, lassée d'une vie artificielle, refait sa vie avec Alex...

## Fiche technique
- Titre : Quartier VIP
- Réalisation : Laurent Firode
- 1er assistant réalisateur : Olivier Azam
- Scénario : Jean-Marie Chevret et Laurent Firode
- Musique : Yvan Cassar (Orchestre de Paris)
- Producteur : Martine de Clermont-Tonnerre
- Sociétés de production : MACT Productions, Studiocanal et TF1 Films Production
- Participation à la production : Canal+, CinéCinéma, la PROCIREP, le CNC et la région Île-de-France
- Budget : 3.85M€[2]
- Pays d'origine :  France
- Directeur de la photographie : Bruno Romiguière
- Montage : Didier Ranz
- Casting : Frédérique Jacomet et Françoise Menidrey
- Décors : Bruno Beaugé
- Costumes : Cécile Dulac et Chouchane Abello
- Langue : français
- Genre : comédie
- Format : 35 mm - 1.85:1 - couleur
- Durée : 100 minutes
- Visa d'exploitation n°108 333
- Société de distribution : Quinta Distribution ( France)
- Dates de sortie : 25 mai 2005 ( France), 6 mars 2006
- Box-office France : 65 000 entrées[3]

## Distribution
- Johnny Hallyday : Alex Brosec/Alexandre Bretal
- Pascal Légitimus : René
- Valeria Bruni Tedeschi : Claire
- François Berléand : Bertrand
- Catherine Jacob : Louisette
- Jean-Claude Brialy : Ferdinand
- Philippe Duquesne : le directeur de la prison
- Thierry Desroses : Dieuleveut
- Bruno Lochet : Michaud
- Eric Savin : Tony
- Lysiane Meis : Joyce
- Husky Kihal : Michel
- Mickael Moyon : Toufik
- Kafka : le gardien à l'entrée de la prison
- Franck Bussi : l'avocat
- Pascal Aubert : le conseiller
- Jacky Nercessian : Émile
- Bernard Blancan et Antar Boudache : les détenus
- Max Morel : Ahmed
- Irène Ismaïloff : la buraliste
- Antar Boudache : le détenu 2
- Pierre-Louis Lanier : le voiturier
- David Fattah : le détenu 4
- Nor-eddin Abboud : l'épicier
- Eric Feldman : le vendeur de la galerie
- Isabelle Fournier : le maître d'hôtel Wepler
- Angelo Aybar : le compère 1
- Philippe Person : le compère 2
- Daniel-Jean Colloredo : le maître d'hôtel d'Enghien
- Frédéric Bouraly : le serveur de l'hôtel d'Enghien
- Stéphan Wojtowicz : Marcello
- Eric Lorvoire : le garde des Sceaux
- Abel Jafri : Momo
- Anne Priol : Béatrice
- Mathieu Ducrez : l'homme de la galerie
- Henri Philippe Garcia :
- Amanda Scott : une galeriste
- Eebra Tooré : le détenu 5

## Autour du film
- Antépénultième rôle de Jean-Claude Brialy dans un long métrage et le dernier film sorti de son vivant.
- Musiques additionnelles (source : générique) : 
  - Variations Goldberg de Johann Sebastian Bach,
  - Divertimento 109 de Joseph Haydn
  - Trio en la majeur n°75 HOB XI de Joseph Haydn

## Distinctions

### Récompenses
- Bidets d'or 2006 : Bidet d'Or du couple à l'écran pour Johnny Hallyday et Pascal Légitimus

### Nominations
- Gérard du cinéma 2006 : Gérard du Plus mauvais acteur pour Johnny Hallyday
- Bidets d'or 2006 : Bidet d'Or de l'actrice pour Valeria Bruni Tedeschi